# Thomas Chambers
Thomas Chambers (Whitby, Yorkshire, 1808 - ídem, 1869) fue un pintor de origen inglés que pasó la mayor parte de su vida en Estados Unidos. Generalmente se le clasifica como primitivista, pero también se le ha llamado el «primer moderno americano». La mayoría de sus cuadros no estaban firmados, lo que retrasó su reconocimiento.

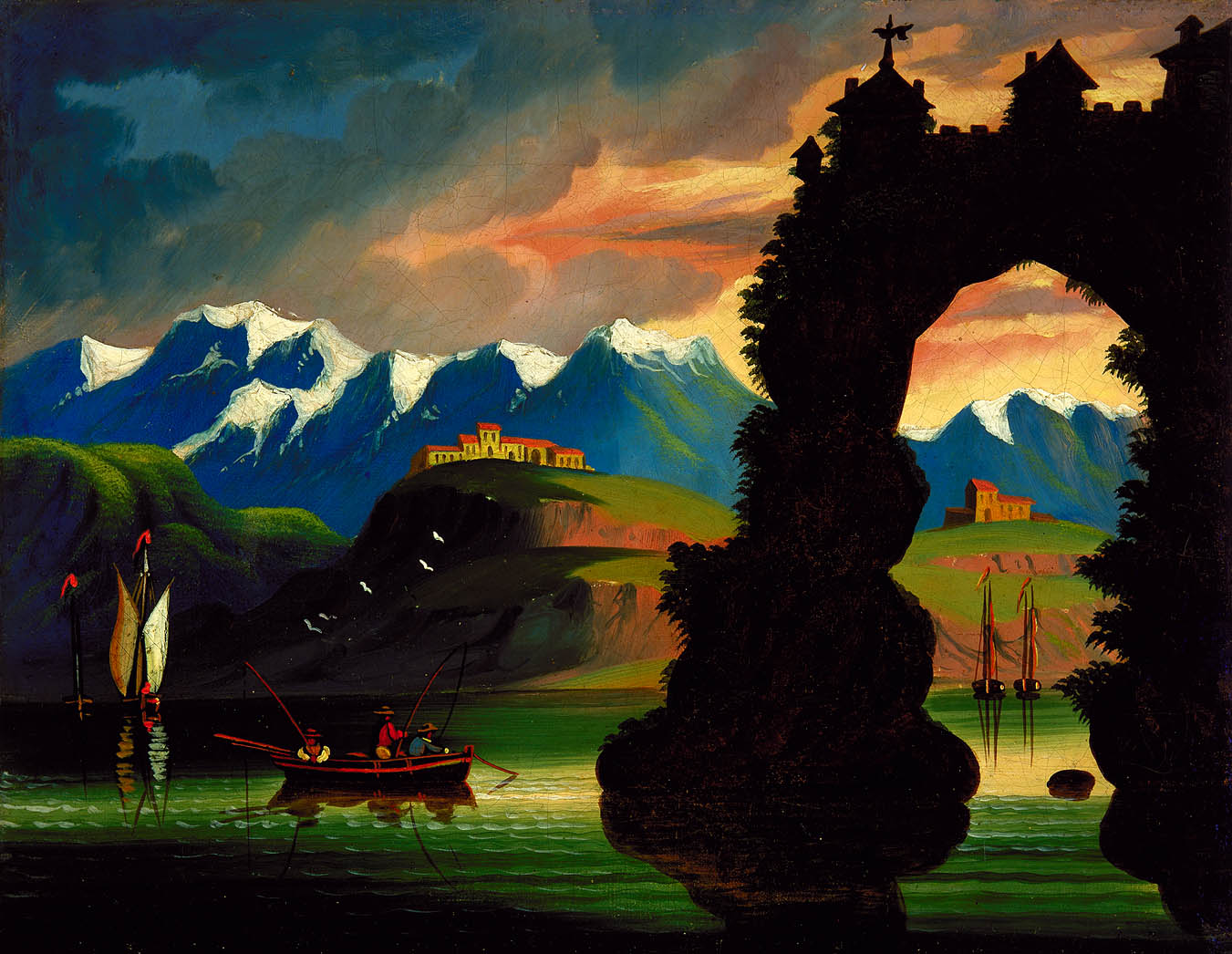
Paisaje (1889-1890), Museo Smithsonian de Washington.

## Biografía
Su padre era marino mercante y su madre lavandera. Su educación artística, si la hubo, no es un hecho registrado, aunque es casi seguro que trabajó con su hermano George, quien fue autodidacta y se convirtió en un destacado artista marino. Es posible que fuera aprendiz de grabador. Emigró a los Estados Unidos en 1832, poco después de que a su hermano se le concediera el patrocinio del rey Guillermo IV. Primero, fue a Nueva Orleans y presentó una declaración de intención de naturalizarse. De 1834 a 1843 estuvo en el Directorio de la ciudad de Nueva York como pintor y restaurador.
A esto le siguió un período (1843-1851) en Boston, al que siguió algún tiempo en Albany antes de regresar a Nueva York, alrededor de 1857. Muchas de sus obras presentan el valle del río Hudson, aunque no fue influenciado por la Escuela de pintura del río Hudson. También pintó escenas del Valle de Connecticut. Nunca expuso, pero a menudo vendió sus cuadros en subastas. Alrededor de 1866, regresó a Inglaterra, sin un centavo y discapacitado, donde murió en un asilo.
Prácticamente no fue reconocido hasta 1942, cuando el descubrimiento de una pintura firmada lo conectó con una gran cantidad de pinturas marinas y de paisajes distintivamente extravagantes de mediados del siglo XIX que anteriormente no habían sido atribuidas. Su primera exposición fue en Nueva York, ese mismo año, en la Macbeth Gallery. Más de sesenta y cinco pinturas han sido identificadas como suyas, y muchas otras se le han atribuido. Muchas de sus obras se basaron libremente en grabados de otros artistas; en particular William Henry Bartlett, pero se sabe que cultivó el plenairismo. También pintó retratos, pero ninguno ha sido identificado.

## Obras seleccionadas

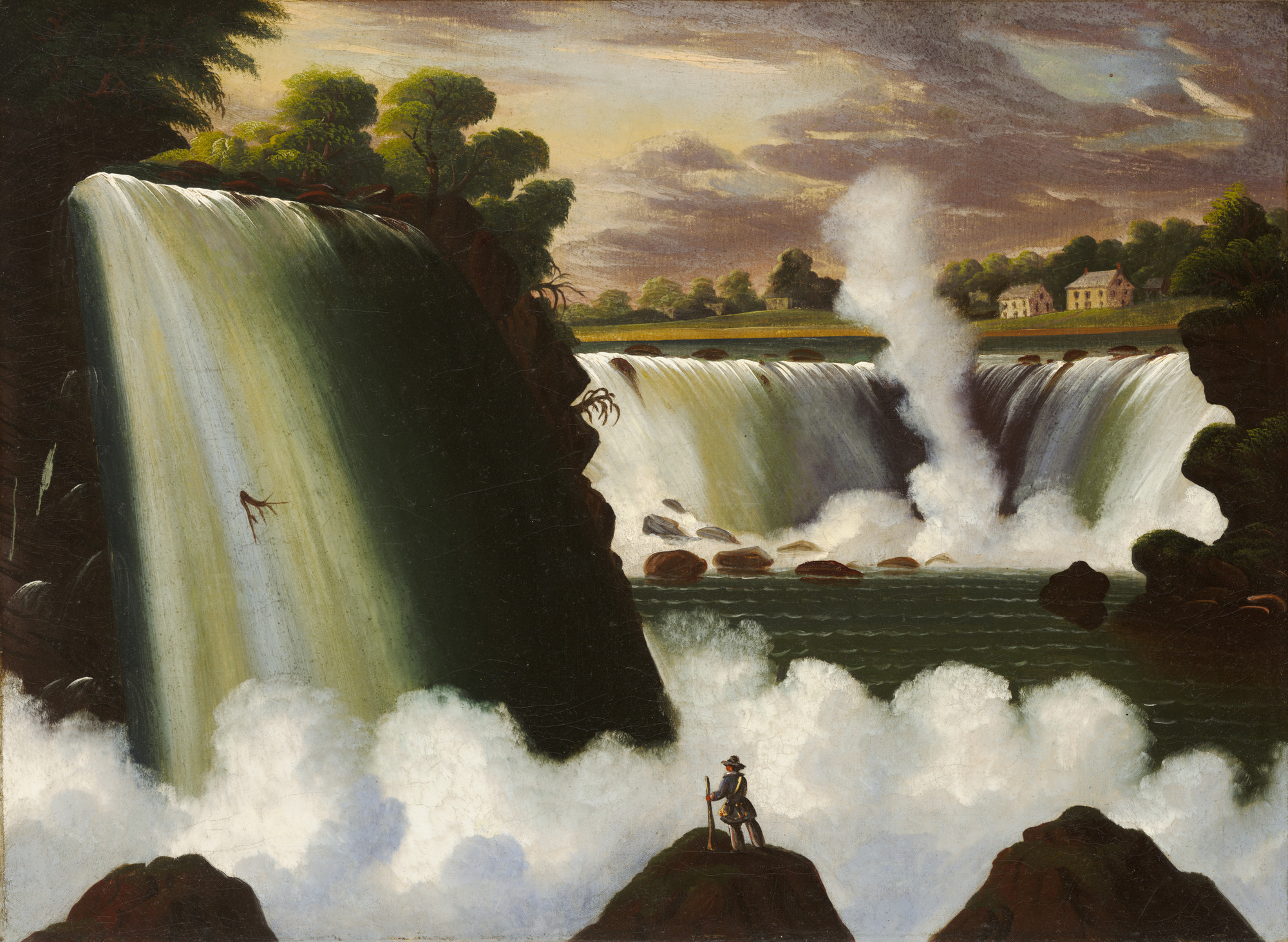
Cataratas del Niágara
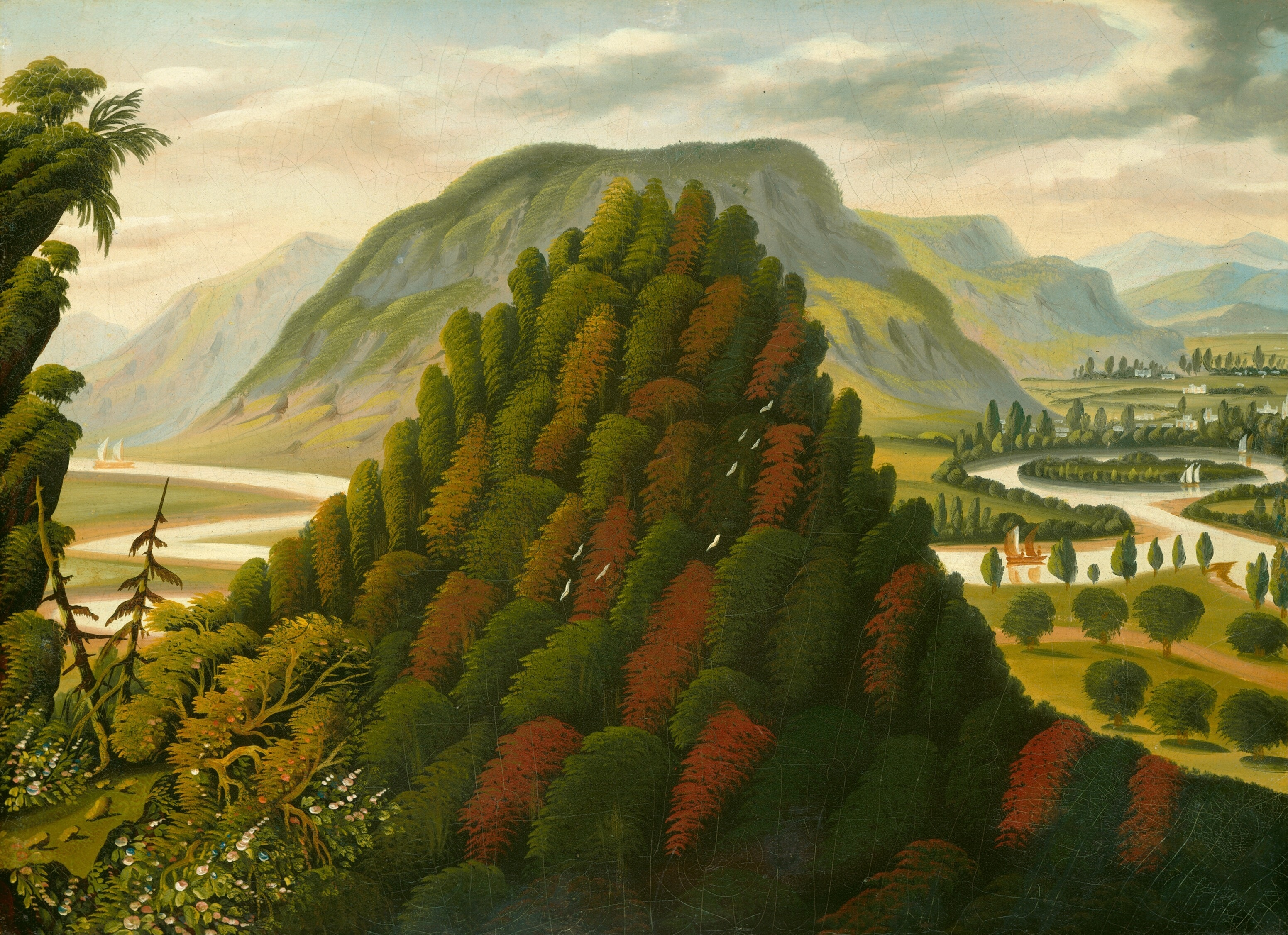
El valle de Connecticut
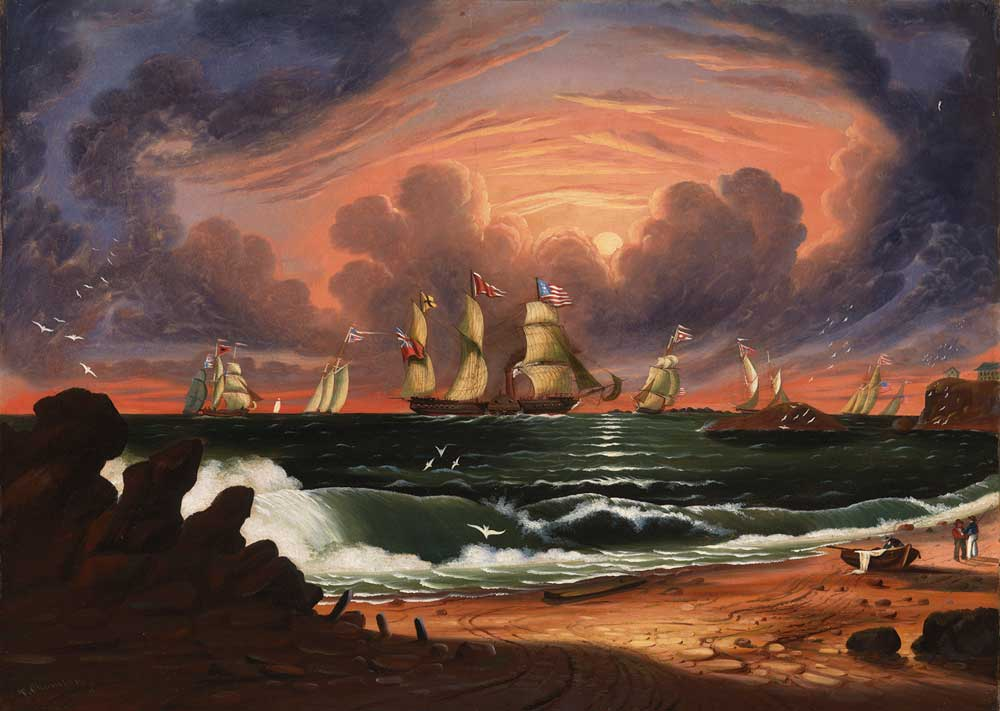
Vista desde Nahant al atardecer
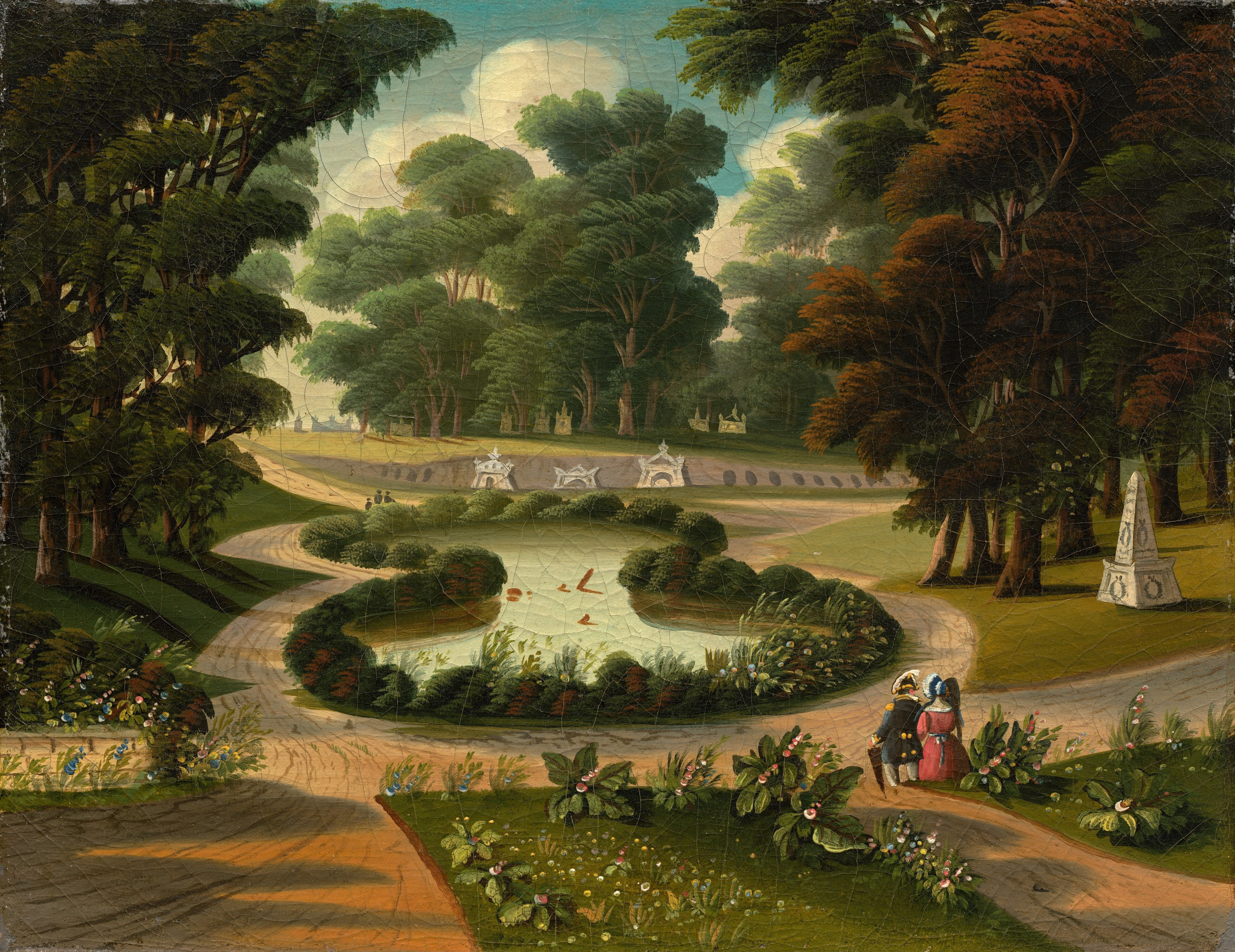
Cementerio del Monte Auburn
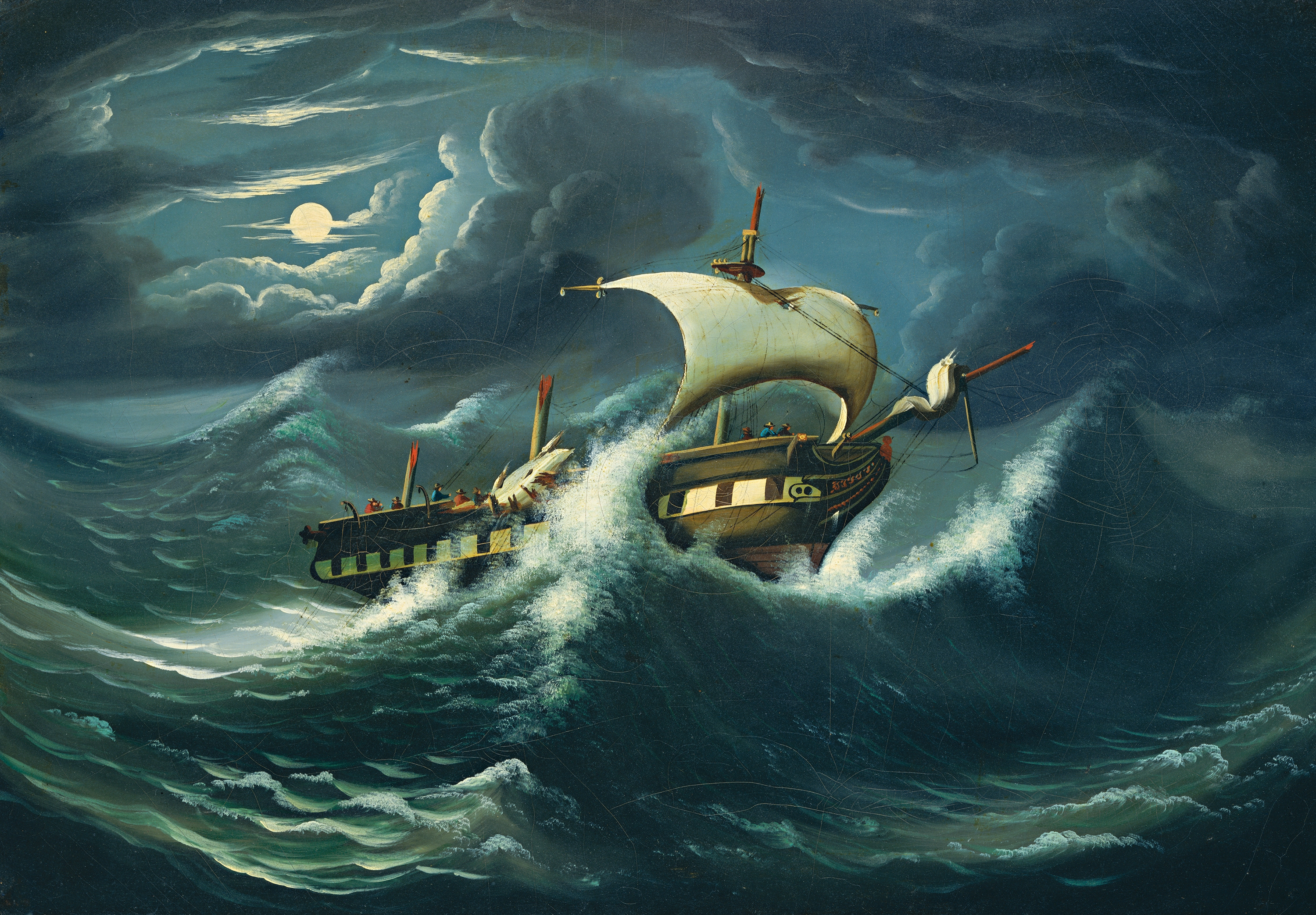
Fragata sacudida por la tormenta

## Otras lecturas
- Kathleen A. Foster: Thomas Chambers (1808-1869), pintor paisajista y marino estadounidense, Yale University Press, 2008ISBN 978-0-300-14105-4